# 자핀
자핀(독일어: Safien)은 스위스 그라우뷘덴주 수르셀바군에 위치한 시정촌이다. 발렌다스, 페르삼, 자핀, 및 텐나의 지자체는 2013년 1월 1일에 자핀탈이라는 새로운 지자체로 병합되었다.

## 역사
자핀은 1219년에 Stosavia로 처음 언급되었다.

## 지리
자핀의 면적은 2006년 기준으로 100.6km2이다. 이 면적 중 45.6%가 농업용으로 사용되고, 18.2%가 산림이다. 나머지 토지 중 0.8%는 정착지(건물 또는 도로)이고, 나머지(35.4%)는 불모지(강, 빙하 또는 산)이다.
이전 시정촌은 자핀 계곡 중부 및 상부에 있는 수르셀바 지역의 자핀 하위 지구의 수도였다. 하위 구역의 유일한 다른 시정촌은 낮은 자핀 계곡을 차지하는 텐나(Tenna)였다. 계곡은 라비우사강으로 흘러나간다.
이전 시정촌은 자핀-플라츠 마을(해발 1,350m)과 계곡 전체에 흩어져 있는 작은 마을과 단일 농가로 구성되어 있다.

## 인구통계
2011년 기준, 자핀의 인구는 294명이다. 2008년 기준으로 인구의 0.3%가 외국인이다. 지난 10년 동안 인구는 -15%의 비율로 감소했다. 2000년 기준, 인구 대부분은 독일어(96.1%)를 사용하며, 이탈리아어가 두 번째로 많이 사용(1.6%)되고, 알바니아어가 세 번째(1.6%)로 사용된다.

2000년 기준으로 인구의 성별 분포는 남성 49.5%, 여성 50.5%였다. 2000년 현재 자핀의 연령 분포는 다음과 같다. 49명의 어린이(인구의 15.9%)가 0~9세이고 43명의 청소년(14.0%)이 10~19세이다. 성인 인구 중 24명(인구의 7.8%)이 20~29세이다. 37명 또는 12.0%는 30 ~ 39세, 39명 또는 12.7%는 40 ~ 49세, 36명 또는 11.7%는 50 ~ 59세이다. 노인 인구 분포는 30 명 또는 인구의 9.7 %가 60세이다. 69세는 70~79세가 28명(9.1%), 80~89세가 18명(5.8%), 90~99세가 4명(1.3%)이다.
2007년 연방 선거에서 가장 인기 있는 정당은 62.4%의 득표율을 기록한 SVP였다. 다음으로 가장 인기 있는 세 정당은 SP (18.8%), FDP (7.4%), CVP (5.4%)였다.

자핀에서는 인구의 약 61.7%(25-64세)가 비필수 고등교육 또는 추가 고등교육(대학 또는 응용학문대학)을 완료했다.
자핀의 실업률은 0.46%이다. 2005년 현재 1차 경제 부문에 89명이 고용되어 있으며, 이 부문에 약 35개 기업이 참여하고 있다. 15명이 2차 부문에 고용되어 있고, 이 부문에 3개의 기업이 있다. 32명이 3차 부문에 고용되어 있으며, 이 부문에는 12개의 기업이 있다.
역사적 인구는 다음의 표와 같다:
| 연도 | 인구 |
| ---- | ---- |
| 1803 | 770  |
| 1850 | 685  |
| 1900 | 455  |
| 1950 | 453  |
| 2000 | 308  |
| 2010 | 305  |

## 자매 도시
- 스위스 베팅겐